# كربينوكزولون
كربينوكزولون (Carbenoxolone) ويدعى عادةً بكاربينوكزولون الصوديوم، هو دواء مشتق من عرق السوس، يستعمل لعلاج قرحات الفم والمرئ المعدة، ويستعمل أيضاً كعلاج موضعي للقرحات خارج الفم، وهو متوفر على شكل حبوب ومادة سائلة.

## الاستطباب
- إن الاستخدام الأساسي لهذا الدواء هو علاج القرحة والإلتهابات في السبيل الهضمي وحول الفم. إنه مضاد إلتهاب خفيف، يستخدم هذا الدواء لتخفيف التورم والتهيج.
- إنه مفيد خاصة لعلاج القرحات المعدية لأنه يساعد أيضاً بتعديل حموضة المعدة.
- بعض الأدلة دلت على أنه قد يملك فعالية في الحفاظ على الذاكرة أيضاً وبشكل خاص الذاكرة اللفظية.

## الخواص وطريقة التحضير
- يحضر الكاربينوكزولون في المختبر من حمض الجليسيرتيك. يتواجد هذا الحمض طبيعياً في جذر عرق السوس. رغم أن مصدر الكاربينوكزولون هو من عشبة طبيعية، إلا أن الدواء بحد ذاته فقد عدّل كيميائياً ولا يعتبر علاجاً طبيعياً.
- لعلاج الإلتهابات في المعدة أوالمريء، يضاف كاربينوكزولون لمضاد حموضة ويعطى فموياً، إما كقرص أو كشراب معلق. يمكن علاج الأذية داخل الفموية عن طريق المضمضة بغسول فموي لمنقوع الكاربينوكزولون. يمكن أيضاً استخدام الدواء كعلاج موضعي للآفات التي تتواجد حول المنطقة خارج الفم.
- الكاربينوكزولون، مشتق صنعي من حمض الجليسيرتينيك، دواء مرخص (في الممكلة المتحدة) في علاج التقرّح والالتهاب المريئي. تتضمن استعمالاته الأخرى علاج الآفات الفموية وحول الفموية.
- يستعمل الكاربينوكزولون (والذي يعرف أيضاً بـCBX) أيضاً كحاصر للإنزيم 11 بيتا هيدروكسي ستيرويد دايهيدروكسيجيناز (11β-HSD)، ولقنوات بانيكزون الغشائية (التي تضم 6 تحت وحدات بانيكزين)، وقنوات إنيكزون المتعلقة بها (المكونة من إنيكزينات اللافقاريات)، وبتركيزات أعلى، كحاصر لقنوات الكونيكزون («القنوات النصفية» المكوّنة من ما يصل لـ6 تحت وحدات كوكزين لكل منها) وللمواصل الفجوية (اثنان من الكونيكزونات مجتمعان معاً). تشير الدراسات في الزجاج وعلى الحيوانات إلى أن هذا الحصر بإمكانه زيادة حساسية الأنسولين.

### التأثيرات المنشطة للذهن
تم اختبار الكاربينوكزولون أيضاً من أجل تأثيراته المنشطة للذهن. بدء بهذا البحث من بعد ملاحظة أن التعرض طويل الأمد للجلوكوكورتيكويد يؤدي لتأثيرات سلبية على الذهن.
يمكن أن يقلل الكاربينوكزولون من كمية القشرانيات السكرية الفعالة في الدماغ، لأنه يثبط النمط-1 من أنزيم نازعة هيدروجين 11-بيتا هيدروكسي ستيرويد، وهو الأنزيم الذي يفعّل الكورتيزول من الكورتيزون (أحد القشرانيات السكرية).
في التجربة البحثية التي يتم فيها تحري استعمال الكاربينوكزولون، قد توضح أن هذا الدواء حسّن طلاقة اللسان اللفظية لدى الرجال المسنين الأصحاء (بعمر 55 - 75 سنة).
هذا الدواء يحسن الذاكرة اللفظية عند المرضى المصابين بداء السكري من النمط الثاني الذين تتراوح أعمارهم بين 52 و70. على أية حال، لقد تم إدخال الأميلورايد المدر الحافظ للبوتاسيوم كدواء مشارك مع الكاربينوكزولون، بما أن الكاربينوكزولون المستخدم وحده يمكن أن يسبب ارتفاع الضغط بزيادته للكورتيزول في الكلى.

## المصارد
- http://www.wisegeek.com/what-is-carbenoxolone.htm
- موسوعة العلوم العربية